# Gospodične iz Wilka
Gospodične iz Wilka (poljsko Panny z Wilka) je poljski dramski film iz leta 1979, ki ga je režiral Andrzej Wajda po scenariju Zbigniewa Kamińskega. Temelji na istoimenski kratki zgodbi Jarosława Iwaszkiewicza, ki se na kratko pojavi tudi v filmu. V glavnih vlogah nastopajo Daniel Olbrychski, Anna Seniuk, Maja Komorowska, Stanisława Celińska, Krystyna Zachwatowicz in Christine Pascal. Zgodba prikazuje 40-letnega Wiktorja (Olbrychski), ki se vrne na posestvo Wilko, kjer je pred leti delal kot privatni učitelj. 
Film je bil premierno prikazan 30. maja 1979 v francoskih kinematografih. Kot poljski kandidat je bil nominiran za oskarja za najboljši mednarodni celovečerni film na 52. podelitvi. Na Poljskem filmskem festivalu je bil prejel nagrado za scenografijo in posebno nagrado žirije.

## Vloge
- Daniel Olbrychski kot Wiktor Ruben
- Anna Seniuk kot Julcia
- Maja Komorowska kot Jola
- Stanisława Celińska kot Zosia
- Krystyna Zachwatowicz kot Kazia
- Christine Pascal kot Tunia
- Zbigniew Zapasiewicz kot Julciin mož
- Zofia Jaroszewska kot Wiktorjeva teta
- Tadeusz Białoszczyński kot Wiktorjev stric
- Paul Guers kot Jolin mož